# Case Western Reserve University

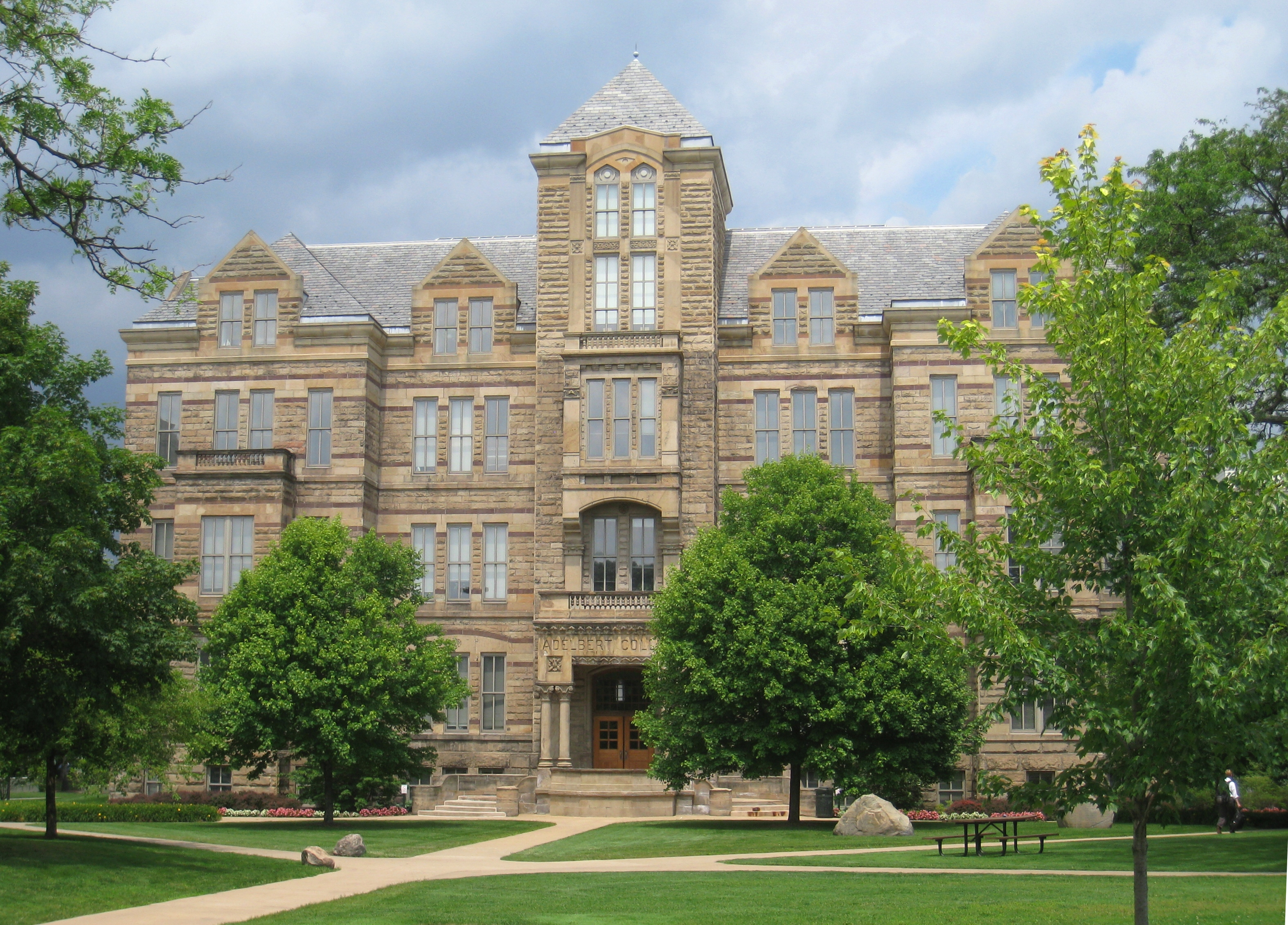
Adelbert Hall

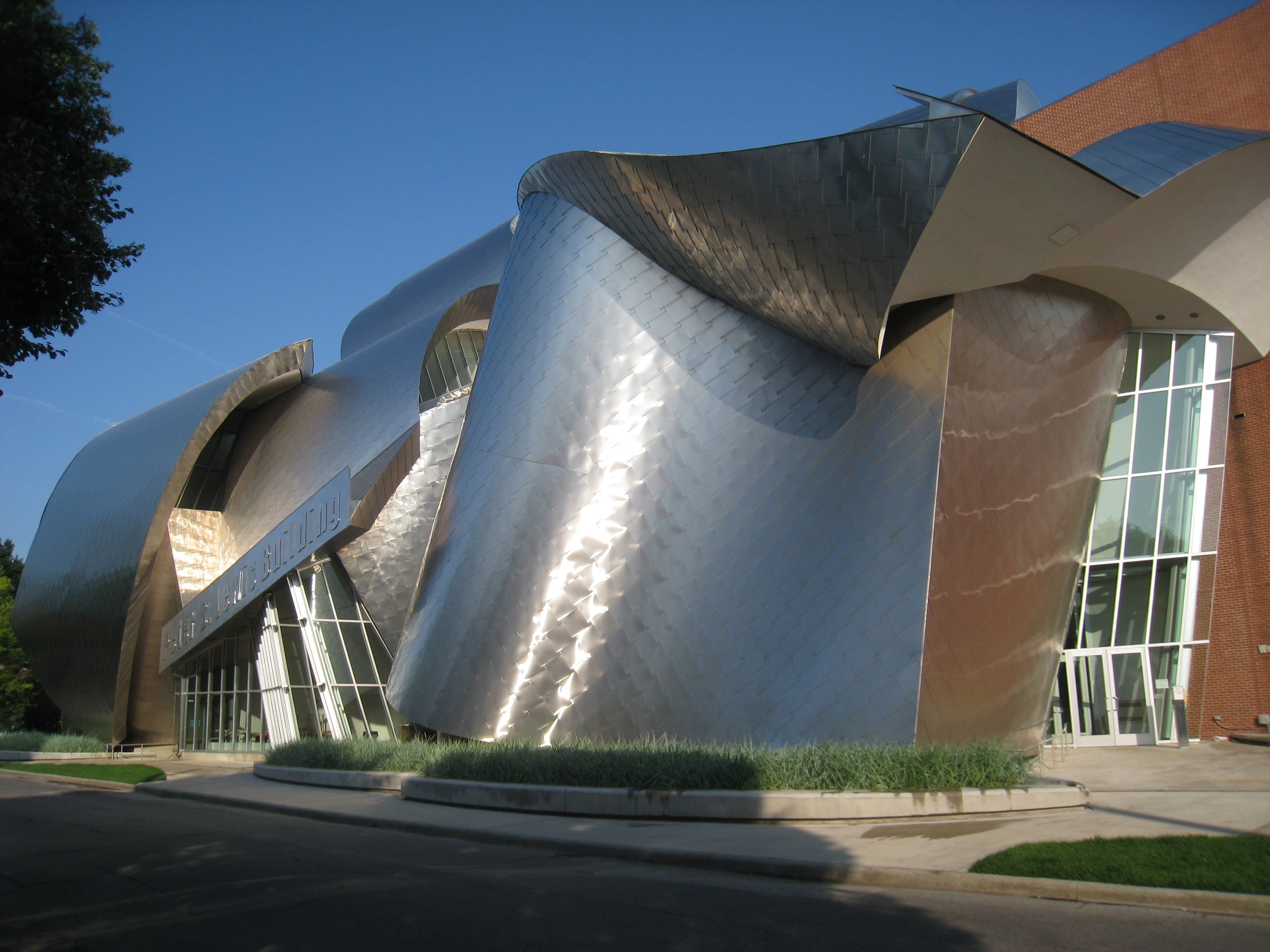
Peter B. Lewis Gebäude von Frank Gehry

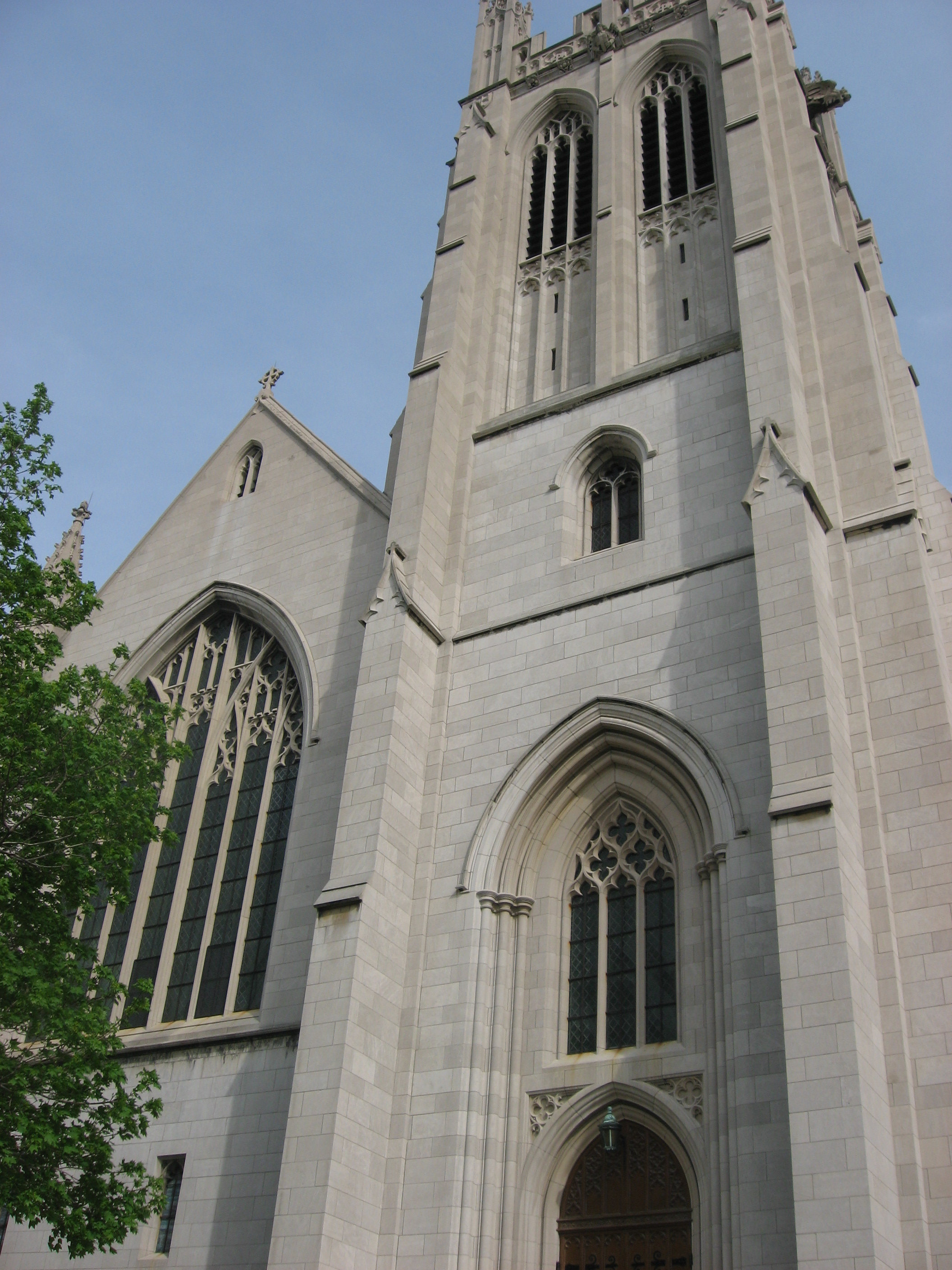
Amasa Stone Chapel

Die Case Western Reserve University (CWRU) ist eine private Forschungsuniversität in Cleveland im US-Bundesstaat Ohio. An der Privatuniversität waren 2011 9963 Studenten eingeschrieben. Die Hochschule ist Mitglied in der Association of American Universities, einem seit 1900 bestehenden Verbund führender forschungsintensiver nordamerikanischer Universitäten.

## Geschichte
Die Universität entstand 1967 aus einem Verbund des 1880 gegründeten Case Institute of Technology und der 1826 gegründeten Western Reserve University.

### Präsidenten
| Präsident           | von  | bis  |
| ------------------- | ---- | ---- |
| Robert W. Morse     | 1967 | 1970 |
| Louis A. Toepfer    | 1970 | 1980 |
| David V. Ragone     | 1980 | 1987 |
| Agnar Pytte         | 1987 | 1999 |
| David H. Auston     | 1999 | 2001 |
| James W. Wagner     | 2001 | 2002 |
| Edward M. Hundert   | 2002 | 2006 |
| Gregory L. Eastwood | 2006 | 2007 |
| Barbara R. Snyder   | 2007 | 2020 |
| Scott S. Cowen      | 2020 | 2021 |
| Eric W. Kaler       | 2021 |      |

## Fakultäten
- Case School of Engineering (Fakultät für Ingenieurwesen)
- College of Arts and Sciences (Philosophische Fakultät)
- Frances Payne Bolton School of Nursing (Fakultät für Pflegewissenschaften)
- Mandel School of Applied Social Science (Fakultät für Soziale Arbeit)
- School of Dental Medicine (Zahnmedizinische Fakultät)
- School of Graduate Studies (Graduiertenkolleg)
- School of Law (Rechtswissenschaftliche Fakultät)
- School of Medicine (Medizinische Fakultät)

## Zahlen zu den Studierenden
Im Herbst 2020 waren 11.465 Studierende an der CWRU eingeschrieben. Davon strebten 5.430 (47,4 %) ihren ersten Studienabschluss an, sie waren also undergraduates. Von diesen waren 46 % weiblich und 52 % männlich; 23 % bezeichneten sich als asiatisch, 4 % als schwarz/afroamerikanisch, 9 % als Hispanic/Latino und 43 % als weiß, weitere 14 % kamen aus dem Ausland. 6.035 (52,6 %) arbeiteten auf einen weiteren Abschluss hin, sie waren graduates.
Die im Jahr 2011 9.963 eingeschriebenen Studenten kamen aus 93 Ländern und allen 50 US-Bundesstaaten. Etwa 42,5 % der Bachelor-Studenten kamen aus Ohio. 56 % der Studenten waren männlich und 44 % weiblich.

## Sport
Die Sportteams sind die Spartans. Die Hochschule ist Mitglied in der University Athletic Association und dem Presidents’ Athletic Conference.

## Sehenswürdigkeiten auf dem Campus
Der Campus, etwa 8 km östlich der Innenstadt von Cleveland gelegen, ist ein wichtiges kulturelles Zentrum der Stadt. Neben dem Cleveland Museum of Art und dem Cleveland Museum of Natural History haben hier das Museum of Contemporary Art Cleveland, das heimatgeschichtliche Museum und Archiv der Western Reserve Historical Society, das Cleveland Orchestra und das Theater Cleveland Play House ihren Sitz.

## Weiteres
Am 5. Oktober 2004 wurde an der Universität die Debatte zwischen den beiden Vizepräsidentenkandidaten Dick Cheney und John Edwards ausgetragen.
Am 29. September 2020 fand im gemeinsam von der Case Western Reserve University und der benachbarten Cleveland Clinic getragenen Hörsaalgebäude Sheila and Eric Samson Pavilion die erste Debatte zwischen den Präsidentschaftskandidaten Donald Trump und Joe Biden statt. Die Veranstaltung war hierher verlegt worden, nachdem die ursprünglich als Austragungsort vorgesehene University of Notre Dame wegen der COVID-19-Pandemie in den Vereinigten Staaten absagte.
Das Stiftungsvermögen der Universität stieg von 1,619 Mrd. US-Dollar im Jahr 2011 über 1,851 Mrd. US-Dollar 2020 auf 2,35 Mrd. US-Dollar im Jahr 2021.
Seit 2008 verleiht das an der CWRU angesiedelte Inamori International Center for Ethics and Excellence den jährlichen Inamori-Ethikpreis („Inamori Ethics Prize“) an Personen, die ethische Führungsqualitäten zeigen und einen wesentlichen Beitrag zur Verbesserung der Gesellschaft und der Menschheit geleistet haben.

## Persönlichkeiten
Zu den ehemaligen und aktuellen Universitäts-Mitgliedern gehören:

### Künste, Journalismus und Unterhaltung
- Franklin Cover (1928–2006) – Schauspieler
- Stephen E. Hefling – Mahler-Forscher
- Mitzi Hoag (1932–2019) – Schauspielerin
- M. Scott Peck (1936–2005) – Buchautor und Psychologe
- Harvey Pekar (1939–2010) – Comicautor
- Don Shula (1930–2020) – Footballtrainer
- Roger Zelazny (1937–1995) – Science-Fiction-Autor

### Regierung und Militär
- Dennis Kucinich (* 1946) – Kongressabgeordneter und ehemaliger Bürgermeister von Cleveland
- Alfredo Palacio (1939–2025) – Interims-Präsident von Ecuador
- Mike Turner (* 1960) – Kongressabgeordneter und ehemaliger Bürgermeister von Dayton
- Wolfgang Hamberger (1930–2025) – Oberbürgermeister von Fulda (1970–1998)

### Wissenschaft, Technologie und Medizin
- Peter C. Agre (* 1949) – Nobelpreis Medizin 2003
- Paul Berg (1926–2023) – Nobelpreis Chemie 1980
- John Charles Cutler (Abschluss 1941), Menschenexperimente
- Herbert Henry Dow (eingeschrieben 1884), Gründer von Dow Chemical
- Alfred Goodman Gilman (1941–2015) – Nobelpreis Medizin 1994
- Donald A. Glaser (1926–2013) – Nobelpreis Physik 1960
- Benjamin Goodrich (1841–1888) – Industrieller
- Corneille J.F. Heymans (1892–1968) – Nobelpreis Medizin/Physiologie 1938
- George Herbert Hitchings (1905–1998) – Nobelpreis Medizin/Physiologie 1988
- Donald Ervin Knuth (* 1938) – Informatiker, eingeschrieben 1956
- Polykarp Kusch (1911–1993) – Nobelpreis Physik 1955
- Paul Christian Lauterbur (1929–2007) – Nobelpreis Medizin/Physiologie 2003
- John J.R. Macleod (1876–1935) – Nobelpreis Medizin/Physiologie 1923
- Albert A. Michelson (1852–1931) – Nobelpreis Physik 1907
- Edward W. Morley (1838–1923) – Wissenschaftler
- Ferid Murad (1936–2023) – Nobelpreis Medizin/Physiologie 1998
- George A. Olah (1927–2017) – Nobelpreis Chemie 1994
- Edward C. Prescott (1940–2022) – Nobelpreis Wirtschaftswissenschaften 2004
- Frederick Reines (1918–1998) – Nobelpreis Physik 1995
- Frederick Chapman Robbins (1916–2003) – Nobelpreis Medizin/Physiologie 1954
- Peter Sterling (Neurowissenschaftler), PhD 1967
- Mark Turner (Kognitionswissenschaftler), Prof. seit 2004
- Nancy Talbot Clark (1825–1901) – Ärztin/erste Frau mit einem medizinischen Abschluss

### Wirtschaft
- Christian Homburg (* 1962) – Professor für Betriebswirtschaftslehre und Marketing
- Craig Newmark (* 1952) – Internet-Unternehmer
- James William Ellsworth, Absolvent und Mäzen
- Robert Kearns (1927–2005) – Erfinder des Intervall-Scheibenwischers
- Richard Thaler – BA in Ökonomie 1967, Nobelpreis für Wirtschaftswissenschaften
- Mark Weinberger (* 1961) – Chairman und CEO von Ernst & Young (EY)